# Haustür (Painhofen)

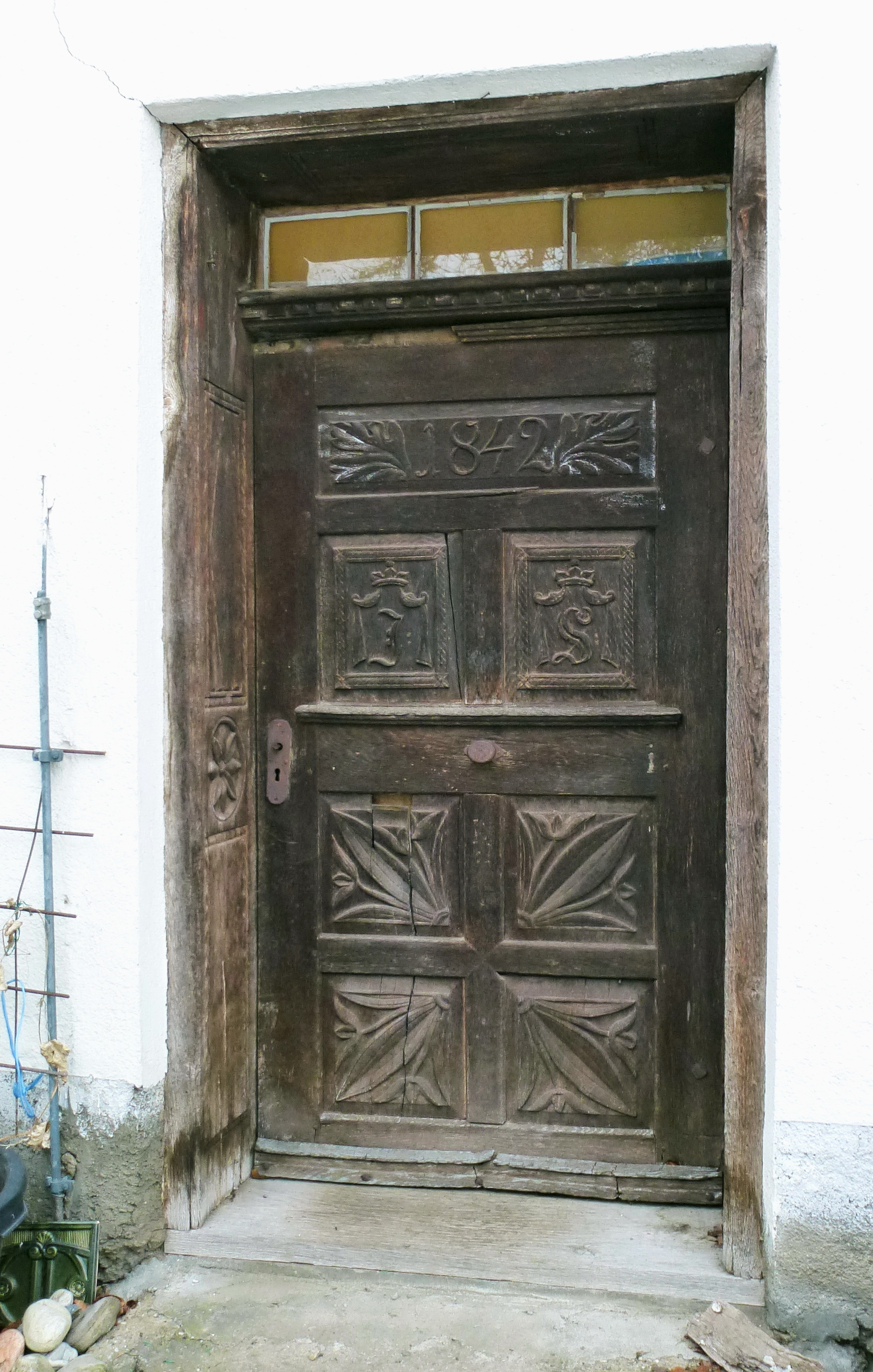
Haustür in Painhofen

Die Haustür in Painhofen, einem Gemeindeteil von Greifenberg im oberbayerischen Landkreis Landsberg am Lech, wurde 1842 geschaffen. Die Haustür an der südlichen Traufseite des Wohnhauses Painhofen 1 ist ein geschütztes Baudenkmal.
Die hölzerne Tür besitzt ein dreiteiliges Oberlicht aus Glas. Das Türblatt mit sieben Feldern ist mit einem reichen Schnitzdekor geschmückt. Die Felder der unteren Hälfte zieren Tulpenblätter, die drei oberen Felder sind mit der Jahreszahl 1842 und den Buchstaben JS für Johann Sedlmaier versehen.